# ボニファーチオ・ディ・カノッサ
ボニファーチオ・ディ・カノッサ（Bonifacio di Canossa, 985年 - 1052年5月6日）は、カノッサ伯（在位：1012年頃 - 1052年）、トスカーナ辺境伯（4世）（在位：1027年 - 1052年）。カノッサ家（Canossiana）出身で、神聖ローマ帝国期の有力な領主の一人であり、レッジョ、モデナ、マントヴァ、フェラーラを支配した。

## 生涯
ボニファーチオは、ランゴバルド族の家系のアダルベルト・アットー（Adalberto Atto）またはアットーネ（Attone）の孫であり、アダルベルトの子テダルド・ディ・カノッサとその妻ウィラ（ボゾン家トスカーナ辺境伯の出身ともされる）との間の次男である。兄テダルトはアレッツォ司教となり、弟コッラードはロンバルディアの伯らとともにボニファーチオと対立したのち1030年死去した。
ボニファーチオは常に神聖ローマ皇帝を支持し、1014年、ロンバルディア領主による皇帝ハインリヒ2世への反乱を鎮圧した。1026年には、皇帝コンラート2世がイタリア王となるためアキテーヌ公ギヨーム5世と争った際に、ボニファーチオはコンラートに加勢した。これにより翌1027年にボニファーチオはトスカーナ辺境伯位を与えられた。ボニファーチオはまた1034年6月のブルグント王国継承に関するコンラート2世とブロワ伯ウード2世との戦いにおいても皇帝側で参戦している。一方で、強大化したボニファーチオの勢力に対し、皇帝は圧力を加えた。
1056年5月6日、マントヴァ近くのサン・マルティーノ・アッラルジーネの狩りの途中で暗殺された。暗殺者はオパルマのスカルペッタ・デ・カネヴァリと言われており、暗殺の黒幕は皇帝ハインリヒ3世ともされている。マントヴァに埋葬された。

## 子女
最初、ベルガモ伯ジザルベルト2世の娘リキルダ (Richilda) と結婚し、娘を一人もうけたが夭逝した。リキルダは1036年に死去した。
アルデンヌ家の上ロートリンゲン公フリードリヒ2世の娘ベアトリーチェ・ディ・ロタリンジャ（Beatrice di Lotaringia）と再婚し、3人の子供を持った。
- ベアトリーチェ（? - 1053年） - 夭逝
- フェデリーコ（? - 1055年） - トスカーナ辺境伯（在位：1052年 - 1055年）、夭逝
- マティルデ（1046年? - 1115年） - トスカーナ女伯（在位：1055年 - 1115年）

ベアトリーチェはボニファーチオの死後の1054年にロートリンゲン公ゴットフリート3世と結婚した。